# Savoirs légendaires
 (septembre 2023).
La mise en forme du texte ne suit pas les recommandations de Wikipédia : il faut le « wikifier ».
Les points d'amélioration suivants sont les cas les plus fréquents :
- Les titres sont pré-formatés par le logiciel. Ils ne sont ni en capitales, ni en gras.
- Le texte ne doit pas être écrit en capitales (les noms de famille non plus), ni en gras, ni en italique, ni en « petit »…
- Le gras n'est utilisé que pour surligner le titre de l'article dans l'introduction, une seule fois.
- L'italique est rarement utilisé : mots en langue étrangère, titres d'œuvres, noms de bateaux, etc.
- Les citations ne sont pas en italique mais en corps de texte normal. Elles sont entourées par des guillemets français : « et ».
- Les listes à puces sont à éviter, des paragraphes rédigés étant largement préférés. Les tableaux sont à réserver à la présentation de données structurées (résultats, etc.).
- Les appels de note de bas de page (petits chiffres en exposant, introduits par l'outil «  Source ») sont à placer entre la fin de phrase et le point final[comme ça].
- Les liens internes (vers d'autres articles de Wikipédia) sont à choisir avec parcimonie. Créez des liens vers des articles approfondissant le sujet. Les termes génériques sans rapport avec le sujet sont à éviter, ainsi que les répétitions de liens vers un même terme.
- Les liens externes sont à placer uniquement dans une section « Liens externes », à la fin de l'article. Ces liens sont à choisir avec parcimonie suivant les règles définies. Si un lien sert de source à l'article, son insertion dans le texte est à faire par les notes de bas de page.
- La présentation des références doit suivre les conventions bibliographiques. Il est recommandé d'utiliser les modèles {{Ouvrage}}, {{Chapitre}}, {{Article}}, {{Lien web}} et/ou {{Bibliographie}}. Le mode d'édition visuel peut mettre en forme automatiquement les références.
- Insérer une infobox (cadre d'informations à droite) n'est pas obligatoire pour parachever la mise en page.

Pour une aide détaillée, merci de consulter Aide:Wikification.
Si vous pensez que ces points ont été résolus, vous pouvez retirer ce bandeau et améliorer la mise en forme d'un autre article.
 (octobre 2023).
Savoirs Légendaires est une série télévisée jeunesse québécoise en 13 épisodes de 22 minutes animée par le rappeur canadien Samian. Au Canada, elle est diffusée à partir du 9 septembre 2023 sur la chaîne canadienne APTN ainsi que sur la plateforme de diffusion en ligne APTN lumi.
Chaque épisode se compose de segments en prises de vue réelles et de légendes issues des Premières Nations racontées sous forme de courts-métrages animés.

## Synopsis
Dans chaque épisode, l'animateur Samian visite une communauté autochtone pour rencontrer un groupe d'adolescents locaux. Plusieurs légendes importantes pour cette communauté sont ensuite explorées par un mélange de tradition orale et d'animation.

## Fiche technique
Titre : Savoirs Légendaires
Pays d'origine :  Canada
Année : 2023
Durée : 22 minutes
Production : Andicha Média
Réalisateurs : Frederick Neegan Trudel, William Mazzoleni et Simon Villeneuve

## Épisodes

### Première saison (2023)
Diffusée à partir du 9 septembre 2023.
1. Le castor géant & L'enfant adopté
2. L'origine de la médecine & L'homme combat l'ours
3. La légende de Kwikwici & La légende du serpent
4. Les oiseaux & L'origine du feu
5. Glooskap & Le bouleau
6. Les oiseaux d'été & Kanwiss
7. Hi'non & Chenoo
8. L'origine de la lune et du soleil & La création du monde
9. Tcakabesh et le soleil & La création du monde
10. Les baleines & Les castors
11. Les dencendants du ciel & Kiwetin, le vent du nord
12. Le Carcajou & La distribution de la graisse
13. Le mythe de la grande tortue & Les mestabeoks